# Calliopum pacificum
Calliopum pacificum är en tvåvingeart som först beskrevs av Cole 1912.  Calliopum pacificum ingår i släktet Calliopum och familjen lövflugor.
Artens utbredningsområde är Kalifornien. Inga underarter finns listade i Catalogue of Life.